# Draco boschmai
Draco boschmai (Hennig, 1936) è una lucertola appartenente alla famiglia Agamidae, endemica dell'Indonesia.

## Etimologia
Il nome della specie, boschmai, è stato assegnato in onore dello zoologo olandese Hilbrand Boschma.

## Distribuzione
All'interno dell'Indonesia D. boschmai è diffuso nelle isole di Adonara, Flores, Komodo, Lombok, Rinca, Sulawesi, Sumba, e Sumbawa.

## Descrizione
D. boschmai raggiunge la lunghezza di 9 cm, coda esclusa. I patagi sono di color marrone scuro.

## Riproduzione
D. boschmai è oviparo.